# Carol Littleton
Carol Sue Littleton (Oklahoma City, 23 ottobre 1942) è una montatrice statunitense.

## Biografia
Laureatasi all'Università dell'Oklahoma, ha iniziato a lavorare come montatrice cinematografica negli anni settanta.
A partire dal film Brivido caldo, Littleton ha iniziato una lunga collaborazione con il regista Lawrence Kasdan.
Alla fine degli anni ottanta, Littleton venne eletta e prestò servizio come presidente della Motion Picture Editors Guild dal 1988 al 1991 e come suo vicepresidente dal 1994 al 2001 e dal 2005 al 2007.

### Vita privata
Littleton è stata sposata con il direttore della fotografia ed ex-presidente dell'Academy John Bailey dal 1972 fino alla di lui morte nel 2023.

## Filmografia parziale

### Montatrice
- Brivido caldo (Body Heat), regia di Lawrence Kasdan (1981)
- E.T. l'extra-terrestre (E.T. the Extra-Terrestrial), regia di Steven Spielberg (1982)
- Il grande freddo (The Big Chill), regia di Lawrence Kasdan (1983)
- Le stagioni del cuore (Places in the Heart), regia di Robert Benton (1984)
- Silverado, regia di Lawrence Kasdan (1985)
- Il segreto della piramide d'oro (Vibes), regia di Ken Kwapis (1988)
- Turista per caso (The Accidental Tourist), regia di Lawrence Kasdan (1988)
- Calda emozione (White Palace), regia di Luis Mandoki (1990)
- Grand Canyon - Il cuore della città (Grand Canyon), regia di Lawrence Kasdan (1991)
- Benny & Joon, regia di Jeremiah S. Chechik (1993)
- Wyatt Earp, regia di Lawrence Kasdan (1994)
- Diabolique, regia di Jeremiah S. Chechik (1996)
- Twilight, regia di Robert Benton (1998)
- Beloved, regia di Jonathan Demme (1998)
- What Women Want - Quello che le donne vogliono (What Women Want), regia di Nancy Meyers (2000)
- Anniversary Party (The Anniversary Party), regia di Jennifer Jason Leigh e Alan Cumming (2001)
- The Truth About Charlie, regia di Jonathan Demme (2002)
- L'acchiappasogni (Dreamcatcher), regia di Lawrence Kasdan (2003)
- The Manchurian Candidate, regia di Jonathan Demme (2004)
- Il bacio che aspettavo (In the Land of Women), regia di Jon Kasdan (2007)
- Il matrimonio di mia sorella (Margot at the Wedding), regia di Noah Baumbach (2007)
- L'altra donna del re (The Other Boleyn Girl), regia di Justin Chadwick (2008)
- Country Strong, regia di Shana Feste (2010)
- The Rum Diary - Cronache di una passione (The Rum Diary), regia di Bruce Robinson (2011)
- Darling Companion, regia di Lawrence Kasdan (2012)
- A spasso nel bosco (A Walk in the Woods), regia di Ken Kwapis (2015)

## Riconoscimenti
- Premio Oscar
  - 1983 – Candidatura per il miglior montaggio per E.T. l'extra-terrestre
  - 2024 – Oscar alla carriera

- Premio BAFTA
  - 1983 – Candidatura per il miglior montaggio per E.T. l'extra-terrestre